# Laboratoire national de génie civil (Portugal)
Le Laboratório Nacional de Engenharia Civil (en français Laboratoire national de génie civil) ou LNEC, est un établissement public portugais de recherche et développement en génie civil, basé à Lisbonne et fondé en 1946.
LNEC exerce son action dans de nombreux domaines du génie civil, sous la tutelle du ministère de l'économie, en coopération avec le Ministère de l'Éducation et de la Science en ce qui concerne la
définition de ses orientations stratégiques, conformément au décret-loi 157/2012, du 18 juillet 2012.
LNEC emploie environ 500 personnes ainsi que 125 stagiaires (31 décembre 2013). Les chercheurs représentant 30 % du personnel et ont un doctorat ou équivalent.

## Activités
Le domaine d'activité du LNEC comprend des travaux publics, des infrastructures, du logement et de la planification urbaine, l'hydraulique et des ressources en eau, les transports, l'environnement, les matériaux de construction et d'autres produits. Ses principaux objectifs sont la sécurité et la qualité des œuvres, la protection et la valorisation du
patrimoine naturel et bâti et de l'innovation technologique dans le secteur de la construction et dans les domaines de l'eau et de l'environnement. Les activités liées à la réglementation, de la normalisation et de la qualité de construction sont tout aussi pertinentes.